# ASP.NET Core
ASP.NET Coreは自由かつオープンソースのWebフレームワークであり、 マイクロソフトによって開発された ASP.NETの後継である。これは、Windows上のフル版.NET Frameworkとクロスプラットフォームの.NET Core の両方で実行できるモジュラーフレームワークである。ただし、ASP.NET Coreバージョン3は.NET Coreでのみ動作し、.NET Framework上での動作はされない。 
このフレームワークは、以前は個別だったASP.NET MVC FrameworkとASP.NET Web APIを単一のプログラミングモデルに統合する完全な書き直しである。
新しいWebスタック上に構築された新しいフレームワークであるにもかかわらず、ASP.NETとの高度な概念互換性がある。 ASP.NET Coreアプリケーションは、同じマシン上で実行されるさまざまなアプリケーションがさまざまなバージョンのASP.NET CoreをターゲットにできるSide-by-Sideのバージョン管理をサポートしている。これは、以前のバージョンのASP.NETでは不可能だった。
Blazorは、 WebAssemblyをサポートする最近の（オプションの）コンポーネントであり、バージョン5.0以降、一部の古いWebブラウザーのサポートが終了した。最新版のMicrosoft Edgeは機能するが、そのレガシーバージョン、つまり「Microsoft Edge レガシー」とInternet Explorer 11はつまりBlazorのサポートから削除された。 

## リリース履歴
| バージョン番号   | 発売日     | サポート終了日 | サポートされているVisual Studioバージョン     |
| ---------------- | ---------- | -------------- | --------------------------------------------- |
| 1.0              | 2016-06-27 | 2019-06-27     | Visual Studio 2015, 2017                      |
| 1.1              | 2016-11-18 | 2019-06-27     | Visual Studio 2015、2017                      |
| 2.0              | 2017-08-14 | 2018-10-01     | Visual Studio 2017                            |
| 2.1 長期サポート | 2018-05-30 | 2021-08-21     | Visual Studio 2017                            |
| 2.2              | 2018-12-04 | 2019-12-23     | Visual Studio 2017 15.9と2019 16.0プレビュー1 |
| 3.0              | 2019-09-23 | 2020-03-03     | Visual Studio 2017, 2019                      |
| 3.1 長期サポート | 2019-12-03 | 2022-12-03     | Visual Studio 2019                            |
| 5.0              | 2020-11-10 | 2022-05-10     | Visual Studio 2019 16.8                       |
| 6.0 長期サポート | 2021-11-08 | 2024-11-12     |                                               |
| 7.0              | 2022-11-08 | 2024-05-14     |                                               |
| 8.0 長期サポート | 2023-11-14 | 2026-11-10     |                                               |

## ネーミング
元々はASP.NET vNext と呼ばれ、正式リリース版はASP.NET 5と呼ばれる予定だったが、既存のASP.NETフレームワークの更新の延長上にあるというイメージを避けるために、マイクロソフトは後にバージョン1.0リリース時に名前をASP.NET Core に変更した。 

## 特徴
- コンパイルなしの開発者エクスペリエンス（つまり、コンパイルは継続的に行われ、開発者はコンパイルコマンドを呼び出す必要がない）
- NuGetパッケージとして配布されるモジュラーフレームワーク
- クラウドに最適化されたランタイム（インターネット用に最適化）
- ホストに依存しないOpen Web Interface for .NET (OWIN) サポート[17][18] -IISまたはスタンドアロンで実行
- Web UIとWeb APIを構築するための統一されたストーリー（つまり、両方とも同じ）
- クラウド対応の環境ベースの構成システム
- 軽量でモジュール式のHTTPリクエストパイプライン
- クロスプラットフォームASP.NET CoreアプリをWindows、Mac、およびLinux上で構築して実行
- オープンソースでコミュニティにフォーカス
- .NET CoreでSide-by-Sideのアプリバージョン管理を実現
- 依存性注入の組み込みサポート

## コンポーネント
- Entity Framework (EF) Core
- Identity Core
- MVC Core
- Razor Core
- SignalR
- Blazor